# Massari
Sari Abboud (en árabe ساري عبّود ; Beirut, Líbano; 10 de diciembre de 1980), más conocido por su nombre artístico Massari. Es un cantante de R&B, pop y hip-hop libanés criado en Canadá. Massari es una palabra sirio-libanesa, que utilizada informalmente significa "dinero".
Comenzó su carrera musical en los años 2001-2002 y ha publicado 2 álbumes,  Massari en 2005 y Forever Massari en 2009. Ha tenido una serie de sencillos de éxito en Canadá, Medio Oriente e internacionalmente.

## Carrera
Massari y su familia se trasladaron a Montreal, Quebec, cuando tenía 9 años de edad. A los 13 años, se trasladó a Stittsville, un suburbio de Ottawa, Ontario, con sus hermanos menores Sami y Samer, donde asistieron a Hillcrest High School.
En 2002, Massari lanzó un demo para “Spitfire”, el cual fue bien recibido en la transmisión de la radio local. Sobre la base de su éxito inicial, Massari firmó un contrato con el sello Discografic Capital Prophets (CP) Records Inc. convirtiéndose en el destacado artista de éxito de la compañía discográfica junto a Belly.
Después de tres años de preparación, lanzó un álbum homónimo Massari en CP Records. Su álbum debut resultó en 4 sencillos, recibiendo certificación de oro en Canadá y pasó a tener un éxito internacional en Europa, Asia, Medio Oriente y en su país de origen, El Líbano.
La relación entre Massari y CP Records continuó hasta finales de 2007. El 14 de noviembre de 2007, Massari y su discográfica, CP Records, llegó a un mutuo acuerdo para disolver su relación debido a disputas contractuales y financieras.
El 12 de junio de 2008, Massari firmó un nuevo contrato con Universal Records, que había estado vigilando el progreso de Massari como cantante. Mientras el álbum estaba en preparación, Massari lanzó 2 sencillos, “Say you love me” y “In love again”. El 16 de mayo de 2008 se llevó a cabo en “Star Academy Arab World” en el Líbano. Ninguno fue incluido en el nuevo álbum.
Durante el 2009, también dio a conocer dos temas de su próximo álbum “Bad Girl” y “ Body Body”. El propio álbum “Forever Massari” fue lanzado oficialmente en Universal Records Canadá el 10 de noviembre de 2009, que incluyó canciones de compositores y productores como Rupert Gayle, Greggs Alex, Derek Brin, Rob Wells y Forsley Justin.
Massari está trabajando actualmente en su tercer álbum programado para su estreno el 2011.

## Premios
Massari ganó el premio al Mejor Video Pop en los MuchMusic Video Awards 2006 por su canción Be Easy, que también fue nominada para los premios de Mejor Video Independiente, Mejor Cinematografía y Mejor Director (dirigido por RT). En el 2006 también fue nominado para el MuchMusic Video Award al Artista Canadiense Favorito, elegido por el público.

## Discografía

### Álbumes de estudio
| Año  | Álbum                                                                                                | Canadá | Certificaciones |
| ---- | --- | ------ | --------------- |
| 2005 | Massari - 1º álbum de estudio - Lanzado: 31 de mayo de 2009 - Discográfica: CP Records - Formato: CD | 29     | CAN: Gold       |
| 2009 | Forever Massari - 2º álbum de estudio                                                                | —      | —               |

### DVD
- 2006: Massari: Road to Success

### Sencillos
| Año  | Sencillo                                  | Bandera de Canadá | Bandera de Alemania | Bandera de Portugal | Álbum           |
| ---- | ----------------------------------------- | ----------------- | ------------------- | ------------------- | --------------- |
| 2005 | "Smile for Me" (feat. Loon)               | 18                | —                   | 12                  | Massari         |
| 2005 | "Be Easy"                                 | 2                 | 60                  | 16                  | Massari         |
| 2006 | "Real Love"                               | 1                 | 7                   | 4                   | Massari         |
| 2006 | "Rush the Floor" (feat. Belly)            | —                 | —                   | —                   | Massari         |
| 2008 | "Say You Love Me"                         | —                 | —                   | —                   | —               |
| 2008 | "In Love Again"                           | —                 | —                   | —                   | —               |
| 2009 | "Bad Girl"                                | 77                | —                   | —                   | Forever Massari |
| 2009 | "Body Body"                               | 81                | —                   | —                   | Forever Massari |
| 2012 | "Brand New Day"                           | 41                | 29                  | —                   |                 |
| 2013 | "Shisha" (feat. French Montana)           | 37                | —                   | —                   |                 |
| 2014 | "What About the Love" (feat. Mia Martina) | —                 | —                   | —                   |                 |
| 2017 | "So Long"                                 | —                 | —                   | —                   |                 |

## Premios y nominaciones
- 2005: Nominado para 2 MuchMusic Video Awards por Best Independent Video y MuchVibe Best Rap Video.
- 2005: Nominado para 2 Canadian Urban Music Awards por Best New Artist y R&B/Soul Recording of the Year.
- 2006: Nominadi para 5 MuchMusic Award por Best Director, Best Cinematography, Best Pop Video, Best Independent Video por "Be Easy" y People's Choice Favourite Canadian Artist.
- 2006: Ganador de MuchMusic Award por Best Pop Video por "Be Easy"
- 2006: Nominado para Juno Award por R&B/Soul Recording of the Year category
- 2006: Ganador de MuchMusic Video Award por "Real Love".